# Koetsincident
Een koetsincident is een opvallend voorval waarbij een koets betrokken  was, maar het woord wordt vooral gebruikt voor een incident tussen twee koetsen. 

## Bekende koetsincidenten

### Begin 17e eeuw
De Marokkaanse diplomaat Samuel Pallache (ca. 1550-1616), die vanaf 1608 gezant is in de Nederlanden, komt ooit op het Haagse Lange Voorhout de Spaanse ambassadeur tegen. De laatste moet uiteindelijk onder luid applaus van het toegestroomde publiek wijken.

### 1640
Twee ambassadeurs residerend in Den Haag willen elkaar in 1640 geen voorrang verlenen bij de Hoornbrug in Rijswijk (Zuid-Holland).

### 1657
Een volgend koetsincident doet zich in 1657 voor, wederom op het Haagse Lange Voorhout. Nu zijn het de Franse en de Spaanse ambassadeurs die elkaar de voorrang betwisten. Dit kan gezien worden als symptoom van de verhouding tussen beide naties. In 1648 was bij de Vrede van Münster weliswaar een einde gekomen aan de Tachtigjarige Oorlog, maar Frankrijk, dat aan de zijde van de Nederlanden de Spanjaarden had bestreden, was in deze vrede geen partij, en bleef in conflict met zijn zuiderbuur. Dat de verhouding tussen beide ambassadeurs gevoelig lag, hoeft dan ook niet te verbazen.

### 1664
In 1664 is het zelfs twee keer raak binnen drie weken. Op 17 april komen de Engelse ambassadeur George Downing en de Hertog van Holstein elkaar tegen op -opnieuw- het Lange Voorhout. Wanneer een edelman uit de Holsteiner koets stapt en de teugels van de paarden van de Engelse koets pakt om deze uit de weg te leiden, zijn de rapen gaar. De Engelse koetsier slaat erop los met zijn zweep en de lakeien van beide partijen trekken de degens, met uiteindelijk een Holsteiner en twee Engelse gewonden als resultaat. De Heer van Duivenvoorde en de raadpensionaris Johan de Witt weten erger te voorkomen door tussenbeide te komen. Beiden nodigen een ambassadeur uit om uit te stappen waarna ze te voet verdergaan. De twee koetsen keren om en gaan terug naar huis.
Drie weken later, op 8 mei, zijn het de Franse ambassadeur Godefroi d'Estrades en niemand minder dan prins Willem III van Oranje, die ter hoogte van de Kloosterkerk op (alwéér) het Lange Voorhout tegenover elkaar staan. Weer ziet Johan de Witt kans om de zaak te sussen. Hij nodigt de pas 13-jarige prins uit om uit te stappen om zich te amuseren in een van de attracties van de kermis die op dat moment plaatsvindt op het Voorhout. De koets van de prins keert vervolgens om, waardoor d'Estrades zijn weg kan vervolgen.

### Internationaal
Ook in het buitenland kwamen koetsincidenten voor. In Londen staan op 30 september 1661 de koetsen van de Franse en de Spaanse ambassadeurs tegenover elkaar. Geen van beiden wenst te wijken voor de ander. Uiteindelijk raken de gevolgen van beide ambassadeurs met elkaar in gevecht, waarbij 8 doden en 25 gewonden vallen. Andere bronnen houden het zelfs op 12 doden en 40 gewonden

### Japin
Een veel later koetsincident wordt nog beschreven in Arthur Japins roman De zwarte met het witte hart.

## Mogelijke verklaringen
In de tijd dat deze voertuigen nog in gebruik waren, de straten en wegen smal, en de verkeersregels minder strikt dan tegenwoordig, kon zo'n voorval tussen koetsen gemakkelijk plaatsvinden. Overigens kwam men in mei 1664 tot de conclusie dat enige regelgeving veel problemen zou kunnen voorkomen in de toekomst. Of die regels er ook kwamen is echter onbekend.
Daarnaast kunnen overwegingen van prestige en protocol niet over het hoofd worden gezien. Waar het ambassadeurs van twee elkaar bestrijdende naties betreft, ligt dit voor de hand. Maar meer in het algemeen, en ook in onze dagen, is protocol van groot belang. Bij officiële gelegenheden wordt immers nog altijd met pijnlijke nauwgezetheid vastgesteld wie voorrang heeft boven wie, en welke gast recht heeft op welke plaats aan een tafel. Ronde tafels waren al in gebruik in de tijd van Koning Arthur, rondetafelconferenties zijn een moderner middel om prestigeconflicten uit de weg te gaan. Als iedereen een gelijkwaardige plaats krijgt toegewezen, blijft er weinig ruimte voor een moderner equivalent van het koetsincident.